# Amt Brumath

Wappen der Herrschaft Lichtenberg

Wappen der Grafschaft Zweibrücken-Bitsch

Wappen der Grafschaft Hanau-Lichtenberg seit 1606

Wappen der Landgrafschaft Hessen-Darmstadt

Das Amt Brumath war ein Amt der Herrschaft Lichtenberg, ab 1480 der Grafschaft Hanau-Lichtenberg.

## Geschichte
Der Verwaltungsbezirk bildete sich unter der Herrschaft Lichtenberg. Ein Teil des Gebietes gelangte 1332 an die Herren von Lichtenberg, als diese in Zusammenwirken mit dem aus ihrem Hause stammenden Bischof von Straßburg, Johann von Lichtenberg, den Grafen von Ötingen Gebiete und Rechte abkaufen konnten und den Erwerb vom Bischof zu Lehen aufgetragen bekamen. Im gleichen Jahr konnten eine Reihe von Dörfern von den Landgrafen im Elsass gekauft werden.
1440 wurde eine der Auseinandersetzungen zwischen Jakob von Lichtenberg und seinem Bruder, Ludwig V. von Lichtenberg (* 1417; † 1474), durch eine Realteilung der Herrschaft zu beenden versucht. Das Amt Brumath erhielt dabei Ludwig V.
Anna von Lichtenberg (* 1442; † 1474), eine der beiden Erbtöchter Ludwig V., heiratete 1458 den Grafen Philipp I. den Älteren von Hanau-Babenhausen (* 1417; † 1480), der eine kleine Sekundogenitur aus dem Bestand der Grafschaft Hanau erhalten hatte, um sie heiraten zu können. Durch die Heirat entstand die Grafschaft Hanau-Lichtenberg. Nach dem Tod des letzten Lichtenbergers, Graf Jakob, eines Onkels von Anna, erhielt Philipp I. d. Ä. 1480 die Hälfte der Herrschaft Lichtenberg, die andere Hälfte gelangte an seinen Schwager, Simon IV. Wecker von Zweibrücken-Bitsch. Das Amt Brumath wurde dabei zunächst ein Kondominium zwischen Hanau-Lichtenberg und Zweibrücken-Bitsch. Unter der Regierung von Graf Philipp III. von Hanau-Lichtenberg kam es dann zu einer Realteilung: Brumath kam ganz zu Zweibrücken-Bitsch. Dagegen gelangte das Amt Willstätt, das ebenfalls aus dem Lichtenberger Erbe stammte und ein Kondominat zwischen beiden Häusern war, ganz zur Grafschaft Hanau-Lichtenberg.
Allerdings kam es 1570 zu einem weiteren Erbfall, der auch das Amt Brumath zur Grafschaft Hanau-Lichtenberg brachte: Graf Jakob von Zweibrücken-Bitsch (* 1510; † 1570) und sein schon 1540 verstorbener Bruder Simon V. Wecker hinterließen nur jeweils eine Tochter als Erbin. Die Tochter des Grafen Jakob, Margarethe (* 1540; † 1569), war mit Philipp V. von Hanau-Lichtenberg (* 1541; † 1599) verheiratet. Zu dem sich aus dieser Konstellation ergebenden Erbe zählte auch die zweite, nicht bereits durch Hanau-Lichtenberg regierte, Hälfte der ehemaligen Herrschaft Lichtenberg und darin auch das Amt Brumath, die Grafschaft Zweibrücken-Bitsch und die Herrschaft Ochsenstein.
Durch die Reunionspolitik Frankreichs fielen 1680 erhebliche der im Elsass gelegenen Teile der Grafschaft Hanau-Lichtenberg unter die Oberhoheit Frankreichs. Dazu zählte auch das Amt Brumath.
1717/1718 konnte der Graf von Hanau durch einen Patentbrief des französischen Königs Ludwig XV. die Hoheitsrechte an der Stadt Brumath und der gleichnamigen Burg, die Jagdrechte des Stephansfelder Hospitals sowie die Hoheitsrechte an den Dörfern Krautweiler, Gries, Waltenheim und der Burg Arnsberg für 25.000 Livres von Kurmainz kaufen. Sie waren damit keine Lehen mehr, sondern Allod. 1736 starb mit Graf Johann Reinhard III. der letzte männliche Vertreter des Hauses Hanau. Aufgrund der Ehe seiner einzigen Tochter, Charlotte (* 1700; † 1726), mit dem Erbprinzen Ludwig (VIII.) (* 1691; † 1768) von Hessen-Darmstadt fiel die Grafschaft Hanau-Lichtenberg nach dort. Im Zuge der Französischen Revolution fiel dann der linksrheinische Teil der Grafschaft Hanau-Lichtenberg – und damit auch das Amt Brumath – an Frankreich. Dieses löste im Zuge der revolutionären Umstrukturierung auch die alte Amtsverwaltung auf.
Nach einer Zählung vom Mai 1798 hatte das Amt 7.833 Einwohner.

## Bestandteile

### Übersicht
| Ort                         | Herkunft                                   | Recht                                   | Anmerkung |
| --------------------------- | ------------------------------------------ | --------------------------------------- | --- |
| Bietlenheim (Bickelnhaim)   | 1364 Erstbelehnung                         | Lehen des Bischofs von Straßburg        | Erstbelehnung 1364, zunächst in Gemeinschaft mit denen von Geroldseck, nach deren Aussterben ganz an Lichtenberg. Die dortige Mühle war aber allodialer Besitz der Herren von Lichtenberg. |
| Brumath                     | 1332 von den Landgrafen im Elsass gekauft. | Lehen von Kurmainz bis 1718, dann Allod | 1378 zur Hälfte an Ulrich von Finstingen verkauft. |
| Burg Brumath                | 1332 von den Landgrafen im Elsass gekauft. | Lehen von Kurmainz bis 1718, dann Allod | 1378 zur Hälfte an Ulrich von Finstingen verkauft. |
| Geudertheim                 |                                            | Lehen der Kurpfalz.                     | Kondominat mit den Herren von Gottesheim je zur Hälfte |
| Gries                       | 1332 von den Landgrafen im Elsass gekauft. | Kurmainzer Lehen bis 1718, dann Allod   | |
| Hœrdt (Hördt)               | 1364 Erstbelehnung                         | Lehen des Bischofs von Straßburg        | Erstbelehnung 1364, zunächst in Gemeinschaft mit denen von Geroldseck, nach deren Aussterben ganz an Lichtenberg.                                                                          |
| Krautwiller (Krautweiler)   | 1343 von Ritter Simunt Fürst gekauft.      | Kurmainzer Lehen bis 1718, dann Allod   | Später: Kondominat, ¾ zu Hanau-Lichtenberg |
| Kurtzenhouse (Kurzenhausen) | Kauf von den Landgrafen im Elsass 1332     | Reichslehen                             | Obwohl bereits 1332 erworben, erfolgte die erste Belehnung an Lichtenberg erst 1347 bei der durch den Amtsantritt König Karls allgemein fälligen Neubelehnung.                             |
| Mittelhausen                |                                            | Lehen des Bistums Metz                  | 1378 zur Hälfte an Ulrich von Finstingen verkauft. |
| Waltenheim                  |                                            | Kurmainzer Lehen bis 1718, dann Allod   | 1378 zur Hälfte an Ulrich von Finstingen verkauft. |
| Weitbruch                   | Kauf von den Landgrafen im Elsass 1332     | Reichslehen                             | |

### Weiter wissenswert
Zum Amt gehörten weiterhin der Hof Mittelhard zu Gries, die Jurisdiktion des Klosters Stephansfelden, die Zehnt aus Pfulgriesheim und 2/3 der Zehnt aus Bietlenheim.
Die Dörfer Hohatzenheim und Hohfrankenheim werden nur in einer sehr späten Quelle dem Amt Brumath zugeordnet, was Eyer übernommen hat. Tatsächlich gehörten sie aber zum Amt Buchsweiler.